# Палата депутатов Аргентины
Пала́та депута́тов Аргенти́ны (исп. Cámara de Diputados de la Nación Argentina) — нижняя палата Национального конгресса Аргентины. 
В состав палаты входят 257 национальных депутатов, которые избираются в многомандатных округах, соответствующих территориям 23 провинций Аргентины (плюс федеральная столица), путём пропорционального представительства по партийным спискам. Выборы в палату проводятся каждые два года; половина его членов обновляется каждые выборы.
Палата обладает исключительным правом взимать налоги; мобилизовать войска; обвинять президента, членов кабинета министров и членов Верховного суда в Сенате. Дополнительно Палата депутатов принимает на рассмотрение законопроекты, внесённые по народной инициативе.